# Cabo (geografia)

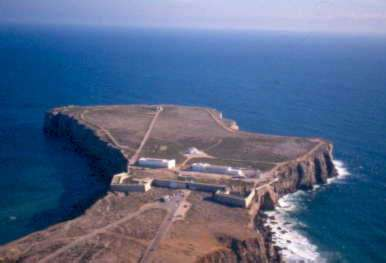
Cabo de Sagres (cortesia IPPAR)

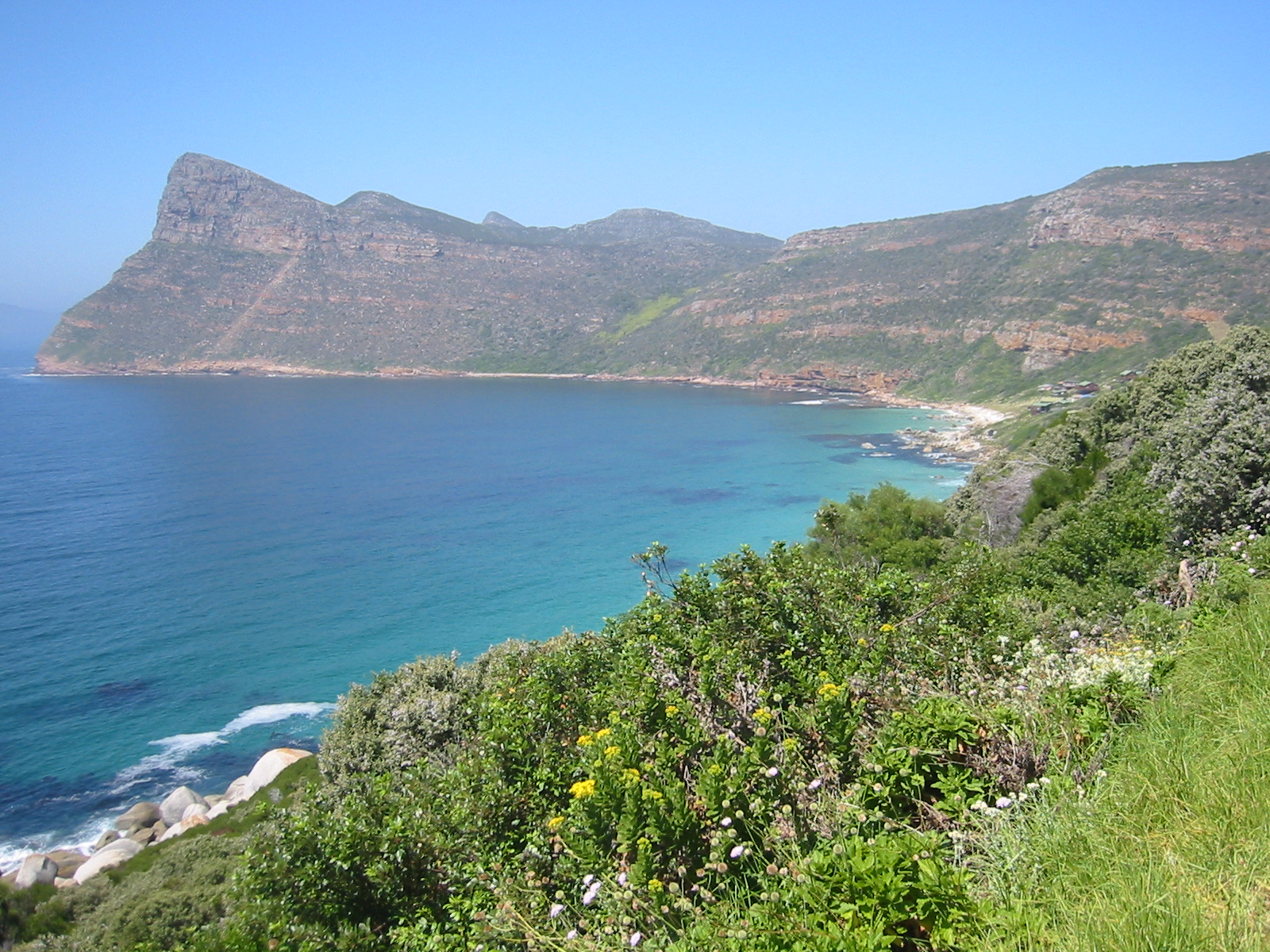
Cabo da Boa Esperança

Em geografia, um cabo, promontório, ponta ou pontal é um acidente geográfico formado por uma massa de terra que se estende por um oceano ou mar que lhe está adjacente. Um cabo, em geral, tem mais importância que um promontório, e muitas vezes exerce influência sobre correntes costeiras e outras características oceanográficas de seu meio. Um cabo, portanto, é uma península estreita.
Alguns cabos são especialmente famosos, denotando pontos importantes dos continentes ou ilhas em que se situam. A navegação efetuada entre cabos sem que se perca contacto visual com a costa denomina-se cabotagem.

## Alguns cabos importantes
- Grandes cabos (Cabo da Boa Esperança, Cabo Horn e Cabo Leeuwin)

### África
- Cabo das Agulhas (África do Sul)
- Cabo da Boa Esperança (África do Sul)
- Cabo Bojador (Saara Ocidental)
- Cabo Branco (Mauritânia)

### América
- Ponta do Seixas (em João Pessoa, no Estado da Paraíba, no Brasil) — o ponto mais oriental das Américas
- Cabo de São Roque (Brasil) — o mais próximo de Touros que divide as duas costas do continente
- Cabo de Santo Agostinho (Brasil) — que por muito tempo se pensou que era o ponto mais oriental das Américas
- Cabo Canaveral (Estados Unidos) — importante base de lançamento de foguetes
- Cabo Horn (Chile) — o mais meridional do mundo
- Cabo Frio (Brasil)
- Cabo de Santa Marta (Brasil) — um dos pontos mais ventosos do sul do Brasil

### Ásia
- Cabo Comorim (Índia)

### Europa
- Cabo Finisterra (Espanha)
- Cabo Norte (Noruega)
- Cabo da Roca (Portugal)
- Cabo de São Vicente (Portugal)
- Cabo Girão (Ilha da Madeira, Portugal)

### Oceania
- Cabo York (Austrália)
- Cabo Leeuwin (Austrália)